# 澳洲棘環海龍
澳洲棘環海龍（学名：Maroubra perserrata），為輻鰭魚綱棘背魚目海龍魚科的其中一種，分布於東印度洋的澳澳洲南部海域，棲息深度可達15公尺，體長可達7.2公分，棲息在岩礁區，卵胎生。